# 類斯·埃克托爾·比利亞爾
類斯·埃克托爾·比利亞爾（西班牙語：Luis Héctor Villalba；1934年10月11日—）是阿根廷籍天主教司鐸級樞機及圖庫曼總教區榮休總主教。

## 生平
比利亞爾於1934年10月11日在阿根廷首都布宜諾斯艾利斯出生。他在羅馬宗座額我略大學學習，在那裡他獲得了神學執照。他於1960年9月24日晉鐸。
1984年12月22日晉牧，並被時任教宗若望·保祿二世任命為布宜諾斯艾利斯總教區輔理主教，領奧費納領銜教區主教銜。1991年至1999年期間擔任聖馬丁教區主教。1999年7月8日，他擔任圖庫曼總教區總主教。
他於2011年6月10日榮休及由阿爾弗萊多·奧拉西奧·澤卡接替出任圖庫曼總教區正權總主教。2015年1月4日，被時任教宗方濟各在三鐘經祈禱活動結束之際宣佈為樞機並且於隔月14日與教宗舉行共祭彌撒大典。比利亞爾於該日獲冊封為司鐸級樞機，領科爾維亞萊聖葉理諾堂區司鐸銜。

## 牧徽

類斯·埃克托爾·比利亞爾枢机牧徽